# Catherine Chisholm Cushing
Catherine Chisholm Cushing (Mount Perry, 15 de abril de 1874 – Nova Iorque, 19 de outubro de 1952) foi uma dramaturga norte-americana e letrista.

## Biografia
Ela escreveu, entre outras coisas, a versão teatral de Pollyanna, romance infantil de grande sucesso escrito por Eleanor H. Porter, em 1913. A comédia de Catherine Chisholm Cushing foi encenada na Broadway, em 18 de setembro de 1916, interpretada por Patricia Collinge.
A dramatização do romance The Prince and the Pauper (O Príncipe e o Pobre) de Mark Twain, que foi lançado em 1937, Cushing escreveu o roteiro para o filme de mesmo nome estrelado por Errol Flynn.

## Performances teatrais
- The Real Thing (Broadway, 10 de agosto de 1911)
- Widow by Proxy (Broadway, 24 de fevereiro de 1913)
- Kitty Mackay (Broadway, 7 de janeiro de 1914)
- Sari (Broadway, 13 de janeiro de 1914)
- Jerry (Broadway, 28 de março de 1914)
- Pollyanna (Broadway, 18 de setembro de 1916)
- Glorianna (Broadway, 28 de outubro de 1918)
- Lassie (Broadway, 6 de abril de 1920)
- Marjolaine (Broadway, 24 de janeiro de 1922)
- Topsy and Eva (Broadway, 23 de dezembro de 1924)
- Edgar Allan Poe (Broadway, 5 de outubro de 1925)
- The Master of the Inn (Broadway, 21 de dezembro de 1925)